# The Spear (Gemälde)
The Spear (Deutsch: Der Speer) ist ein Gemälde des südafrikanischen Künstlers Brett Murray. Das lebensgroße Acryl-Gemälde in den Farben rot, schwarz und gelb zeigt den südafrikanischen Politiker und Präsidenten Jacob Zuma mit offener Hose und frei sichtbaren Genitalien. Das Gemälde wurde ab dem 10. Mai 2012 von der Goodman Gallery in Johannesburg ausgestellt.
Der ANC reichte daraufhin Klage gegen die Galerie ein. Am 22. Mai 2012 wurde das Gemälde durch Vandalismus beschädigt.